# Onitis bordati
Onitis bordati är en skalbaggsart som beskrevs av Yves Cambefort 1988. Onitis bordati ingår i släktet Onitis och familjen bladhorningar. Inga underarter finns listade i Catalogue of Life.